# Cosmoconus caudator
Cosmoconus caudator là một loài tò vò trong họ Ichneumonidae.